# Système de récupération de l'énergie cinétique

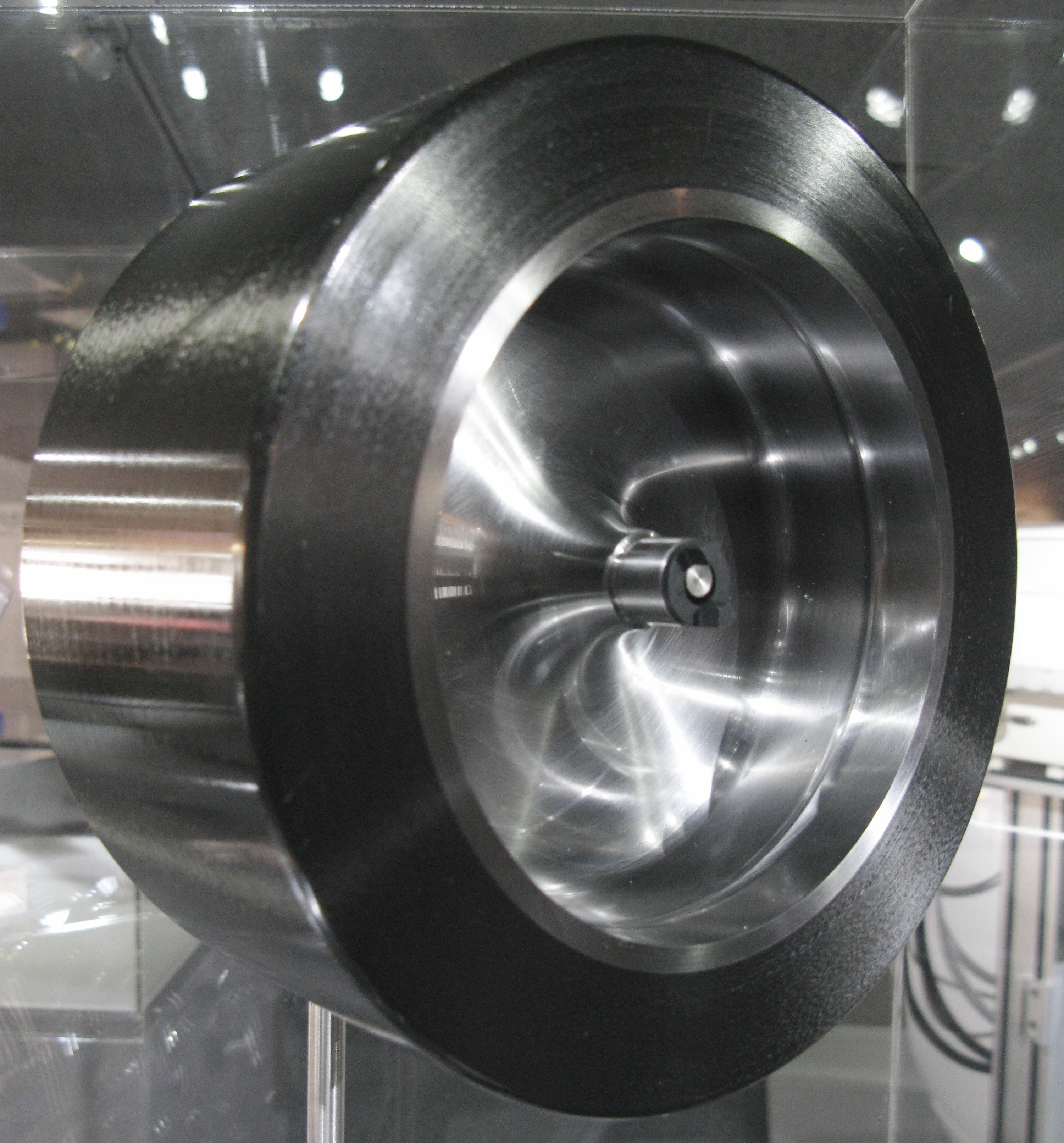
Volant d'inertie d'un SREC mécanique.

Le SREC, acronyme de Système de récupération de l'énergie cinétique (en anglais KERS pour Kinetic Energy Recovery System) est un système de freinage, surtout utilisé dans le monde de l'automobile. Il récupère lors des freinages une partie de l'énergie cinétique du véhicule, qui sans lui serait dissipée sous forme de chaleur dans les freins à friction. L'invention du SREC dans sa version mécanique a été revendiquée dans les années 1950 par le physicien américain Richard Feynman.
Cette énergie peut, selon les différentes techniques actuelles : 
- être emmagasinée dans un volant d'inertie, solution utilisée en Formule 1 à partir de 2009,
- être transformée en air comprimé (recharge de moteur à air comprimé)[2],
- être transformée en électricité pour être stockée dans une batterie d'accumulateurs, technique utilisée sur les véhicules électriques et les véhicules hybrides ainsi que sur les Formule 1 depuis 2011,
- être transformée en électricité pour être réinjectée dans un réseau électrique comme dans les tramways et les locomotives de chemins de fer[N 1].

L'énergie récupérée peut alors être réutilisée, soit pour la propulsion du véhicule comme c'est le cas en F1, soit pour toute autre fonction nécessitant le type d'énergie stocké par le SREC.

## SREC en sports mécaniques

### Formule 1
En Formule 1, deux types de système de récupération de l'énergie cinétique sont utilisés, l'un comprenant une batterie, l'autre un volant d’inertie.

#### SREC par volant d'inertie
Ce système de récupération de l'énergie cinétique par volant d'inertie fonctionne de la manière suivante : un arbre de transmission solidaire du moteur thermique par l'intermédiaire d'un embrayage actionne un autre arbre. Ce dernier met en mouvement le volant d’inertie, puis l'embrayage est ouvert. Quand on veut récupérer l'énergie, on ferme l'embrayage, l'énergie stockée dans le volant d'inertie est transmise à la transmission du véhicule. Le système de SREC par volant d'inertie a donc l'avantage de ne pas avoir besoin de convertir l'énergie sous une autre forme, ce qui permet de diminuer les pertes, inévitables au moment de la conversion mécanique/électrique, mais présente l’inconvénient du poids et de l'encombrement et de pertes mécaniques non négligeables.

#### SREC par batterie
Le système met en jeu une conversion d’énergie. Au lieu d'actionner un volant, l'arbre moteur actionne durant les phases de freinage une « machine électrique » fonctionnant en  générateur électrique, qui convertit l'énergie mécanique en énergie électrique, laquelle est stockée dans une batterie. Quand on veut réutiliser l'énergie, la batterie fournit du courant électrique à la machine électrique fonctionnant alors en moteur. L'avantage par rapport au SREC inertiel est l'absence de recours à l'embrayage, une électronique de puissance gérant les phases de récupération et de production d'énergie ; l’inconvénient de ce système est le poids de la batterie et sa mauvaise tolérance aux charges/décharges rapides, une solution consistant à utiliser des supercondensateurs.

#### 2009-2014

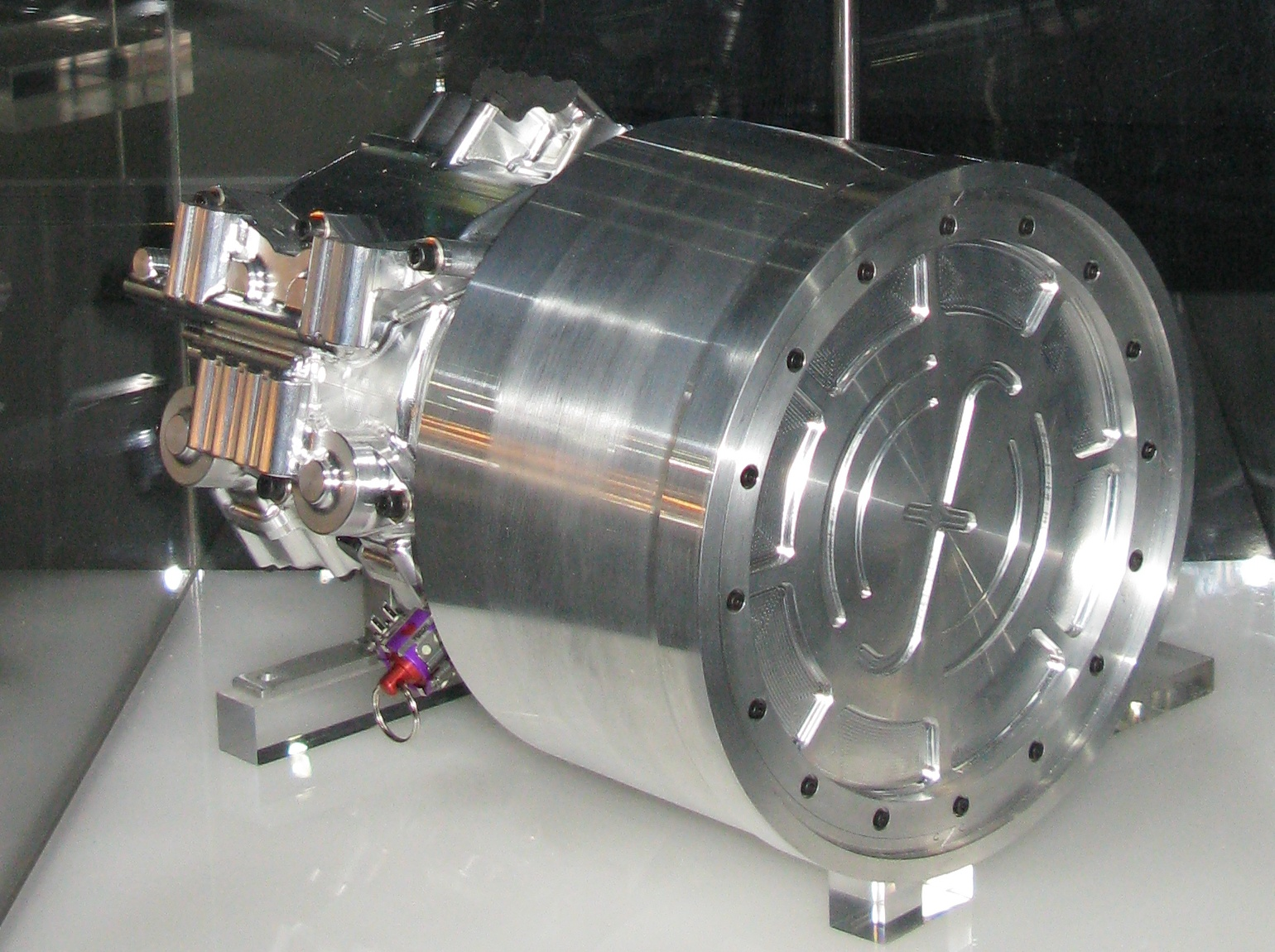
SREC de Formule 1 (2009).

Le système, introduit en Formule 1 durant la saison 2009, permet une récupération d'énergie lors du freinage, que les pilotes peuvent utiliser par la suite (400 kJ maximum par tour) en poussant sur un bouton, déclenchant un afflux supplémentaire de puissance de 80 chevaux pendant 6,67 secondes (ou 40 chevaux pendant 13 secondes) dans les phases d'accélération. 
L'économie de carburant que permet le SREC est pratiquement négligeable : les 400 kJ que fournit le SREC à chaque tour représentent l'équivalent de 0,021 litre d'essence, soit 1,47 litre par Grand Prix. Il est en outre d'une masse élevée, handicapant l'équilibre général des monoplaces (dont la masse est au surplus plafonnée par le règlement), son développement est coûteux et son rendement est faible sur la majorité des circuits utilisés en championnat du monde. Ainsi, la plupart des écuries ont renoncé à l'utiliser ou à poursuivre son développement en cours de saison. Seules Ferrari et McLaren ont utilisé le système pendant la totalité de la saison.
Cependant, le surcroît de puissance qu'il offre permet la victoire de Kimi Räikkönen au Grand Prix de Belgique à Spa le 30 août 2009, dépassant la Force India de Giancarlo Fisichella. Le 26 juillet 2009, à l'occasion du Grand Prix de Hongrie, Lewis Hamilton pilotant la McLaren MP4-24 remporte la première victoire d'une monoplace munie d'un système de récupération d'énergie, suivi par Kimi Räikkönen dans une Ferrari F60 également dotée du SREC. La première pole position d'une monoplace munie d'un système de récupération d'énergie date du 22 août 2009, à l'occasion du Grand Prix d'Europe.
En 2010, bien que le SREC soit toujours autorisé par la réglementation du championnat du monde de Formule 1, la Formula One Teams Association annonce qu'aucune équipe ne l'utilisera. Le 4 mai 2010, Jean Todt, président de la Fédération internationale de l'automobile, annonce son retour en 2011. Si le système n'est toujours pas obligatoire, son utilisation est réglementairement encouragée par l'augmentation du poids minimum des monoplaces, relevé de 20 kg (soit 640 kg au total), de manière à ne plus pénaliser les constructeurs choisissant de l'utiliser.

#### Depuis 2014
Depuis la saison 2014, un double système de récupération d'énergie géré par calculateur électronique et associé à des accumulateurs électriques (batterie) est monté réglementairement sur les Formule 1. 
Le MGU-K, moteur électrique réversible en générateur, couplé mécaniquement à la transmission, permet de récupérer une partie de l'énergie cinétique du véhicule dissipée au freinage et, en retour, fournit un couple important en accélération. 
Le MGU-H, moteur électrique réversible, est accouplé mécaniquement au turbocompresseur, ce qui permet de récupérer une partie de l'énergie des gaz d'échappement et, en retour, permet de relancer le turbocompresseur en amont des accélérations. La consommation de carburant se trouve diminuée de 35 % en 2014 par rapport à la saison précédente.
Les monoplaces, mues par un V6 d'une cylindrée d'1,6 litre disposent, grâce au SREC, d'une puissance totale de près de 1 000 ch.

### Motocyclisme
Lors du Grand Prix moto 2008 de Valence disputé le 26 octobre, l'écurie KTM a pour la première fois dans la discipline équipé une moto d'un SREC, en catégorie 125 cm3.

### Endurance automobile
Le 14 septembre 2008, à l'occasion de la course d'endurance des 1 000 km de Silverstone des Le Mans Series, l'équipe Peugeot Sport dévoile sa nouvelle 908 HDI FAP Hybride munie d'un SREC. L'écurie prévoit d'engager la voiture pour la saison 2009 bien qu'elle ne soit pas autorisée à marquer des points au championnat. Début 2012, Peugeot se retire de la compétition automobile en raison de la crise économique, ce qui permet à Audi, son grand rival en endurance, ainsi qu'à Toyota, qui réintègre la compétition d'endurance, de devenir les premiers constructeurs à lancer officiellement des voitures hybrides avec, pour la Audi R18 e-tron quattro, un système par volant à inertie et, pour la Toyota TS030 Hybrid un système par stockage sur batterie. Audi et Toyota présentent quatre voitures (deux chacune) aux 24 Heures du Mans 2012 et Audi remportera la pole avec une des deux e-tron engagées, une première pour un véhicule hybride.
Le constructeur allemand Porsche a présenté une 911 GT3 de compétition hybride au salon automobile de Genève 2010. Celle-ci embarque, en plus de son moteur à combustion, deux moteurs électriques de 60 kW chacun, alimentés par un volant d'inertie capable de tourner à 40 000 tr/min pendant les phases de freinage. Le système pourrait fournir jusqu'à 164 ch supplémentaires pendant des périodes de 6 à 8 secondes. La technique a été développée par le Britannique Williams Hybrid Power, partenaire de l'écurie de Formule 1 Williams F1. La voiture a disputé les 24 Heures du Nürburgring 2010 et a dû abandonner à deux heures de l'arrivée après avoir mené l'épreuve pendant plus de quinze heures et remporté le record du tour en course.

## SREC en automobile de tourisme
Certains constructeurs ont mis en place un « SREC » sur certains de leurs véhicules. Ferrari, par exemple, a utilisé un système simplifié dérivé de celui utilisé en Formule 1 pour l'installer sur la Fiorano Hy-Kers présentée au Salon de Genève 2010.
D'autres constructeurs utilisent le moteur électrique des automobiles hybrides pour emmagasiner de l'électricité dans la batteries de traction lors des phases de ralentissement-freinage ; c'est le cas de tous les véhicules équipés du système HSD de Toyota.
Les automobiles électriques utilisent leur moteur de traction  pour un freinage régénératif, accumulant dans leur batterie de traction l'électricité produite lors des phases de ralentissement.

## Récupération de l'énergie au freinage sur les trains
Sur les trains et tramways à propulsion électriques, lors des phases de freinage, les moteurs peuvent être utilisés en génératrice pour récupérer une partie de l'énergie cinétique et la convertir en électricité. Plusieurs possibilités se présentent pour l'utilisation de l'énergie récupérée :
La réinjecter sur le réseau d'alimentationCela nécessite, sur les locomotives à courant alternatif, que le système de redressement du courant utilisé pour la traction soit réversible et puisse être utilisé comme onduleur. Sur les lignes de transport urbains, où les arrêts sont fréquents, cela permet d'alimenter un train à proximité en phase d'accélération. En revanche, en l'absence de train accélérant à proximité, l'apport d'énergie sur le réseau d'alimentation peut générer des pics de tension sur la ligne.
La renvoyer via le réseau d'alimentation à une installation fixequi la redistribuera ultérieurement en fonction des besoins ;
La stocker à bord du trainà l'aide d'un dispositif d'accumulation d'énergie, pour l'utiliser ultérieurement pour la traction. Ceci présente l'avantage de permettre le franchissement de sections non alimentées en énergie voire de ne recharger les batteries d'un tramway, par exemple, que lors de l'arrêt aux stations.
En région parisienne, le métro ligne 14 (Saint-Lazare - Mairie-de-Saint-Ouen) récupère l'énergie de freinage. Des gains de 20% sur la consommation d'énergie sont attendus.
En Belgique, certaines locomotives de la SNCB (fonctionnant en 3 kV courant continu) et tous les véhicules du métro de Bruxelles (alimentés en 900 V CC) récupèrent l'énergie de freinage en la réinjectant sur le réseau.

## Autres
Audi travaille sur un système de récupération de l'énergie cinétique de translation due aux mouvements verticaux. Le mouvement de translation au droit de la suspension des roues est transformé en un mouvement de rotation couplé à un moteur électrique. La puissance de récupération serait de 100 à 150 W en moyenne.